# Jerzy Schejbal
Jerzy Ryszard Schejbal (ur. 7 listopada 1946 w Nowym Sączu) – polski aktor filmowy i teatralny, profesor sztuk teatralnych.

## Życiorys
W 1968 roku ukończył studia na PWST w Krakowie. Od zakończenia edukacji występował na deskach teatrów:
- 1968–1970 – Teatr Ludowy w Krakowie
- 1970–1972 – Teatr im. J. Osterwy w Lublinie
- 1972–1976 – Teatr Polski w Poznaniu
- 1976–1980 – Wrocławski Teatr Współczesny im. E. Wiercińskiego we Wrocławiu

Od 1980 roku związany jest z Teatrem Polskim we Wrocławiu.
Obecnie aktor Teatru Polskiego w Warszawie.
W latach 1993–1996 dziekan Wydziału Aktorskiego filii PWST we Wrocławiu.

## Życie prywatne
Drugą żoną została aktorka Grażyna Kruk (rozwiedzeni), z którą ma córki Magdalenę, także aktorkę oraz Katarzynę. Z pierwszego małżeństwa z Małgorzatą z domu Sieczko ma córkę Natalię Schejbal.

## Filmografia
- 1969: Sąsiedzi
- 1973: Wielka miłość Balzaka (odc. 1 i 2)
- 1976: Kruk – król Kruków
- 1979: Śnić we śnie – Paweł, mąż Magdy
- 1979: Janek – nauczyciel Rodziewicz
- 1980: Bo oszalałem dla niej – porucznik MO
- 1983: Podróż nad morze – malarz Jan Galik
- 1984: Lawina – Mieczysław Karłowicz
- 1985: Daleki dystans – Krzysztof Topor, trener Jacka
- 1987: Zero życia – nauczyciel „Pegaz”
- 1988: Król komputerów
- 1988: Dekalog VIII – ksiądz
- 1989: Światło odbite – redaktor
- 1989: 300 mil do nieba – Konsul
- 1989: Konsul – Ordynator
- 1991: Przeklęta Ameryka
- 1995: Nachste woche ist frieden – Suchanek
- 1997: Farba – Dentysta
- 1997: Zaklęta – Hartman
- 2000: Żółty szalik – lekarz, przyjaciel Mężczyzny
- 2000: O czym szumią kierpce – golfista dyrektor (odc. 1)
- 2000–2001: Adam i Ewa – Zbigniew Zdrojewski
- 2001: Wiedźmin – Vissegerd, marszałek w królestwie Cintry
- 2001: Stacja – Biznesmen Zenon N.
- 2001: Świat według Kiepskich – inspektor (odc. 78)
- 2001–2002: Marzenia do spełnienia – Tadeusz Lisowski
- 2002: Wiedźmin (serial) – Vissegerd, marszałek w królestwie Cintry (odc. 6)
- 2002–2010: Samo życie – Marian Max Koseła
- 2002: Na dobre i na złe – Grudziński, ojciec Dominiki (odc. 104)
- 2002–2003: Gorący temat – Tomasz Kruk, adwokat Musiała
- 2003: Marcinelle – Chailleux
- 2004–2013: Pierwsza miłość – ordynator oddziału ginekologii Szpitala Kolejowego we Wrocławiu
- 2004: Pensjonat pod Różą – Karczewski, ojciec Marka (odc. 18)
- 2004: Karol. Człowiek, który został papieżem – Adam Sapieha, arcybiskup krakowski
- 2004: Fala zbrodni – major Broński (odc. 10)
- 2005–2006: M jak miłość – Jerzy Gryc, ojciec Kamila
- 2006: Oficerowie – rektor Akademii Muzycznej (odc. 1)
- 2006: Job, czyli ostatnia szara komórka – ambasador Węgier
- 2006: Fundacja – prezydent miasta
- 2006–2007: Dwie strony medalu – „prezes” Konieczny
- 2007: Tajemnica twierdzy szyfrów – Wilhelm Canaris
- 2007: Determinator – „Wujo” (odc. 5 i 12)
- 2008: To nie tak, jak myślisz, kotku – major Willliamson, ojciec Jane
- 2008: Rysa – Jacek, przyjaciel Żółwieńskich
- 2008: Glina – poseł Daniel Zaremba (odc. 22)
- 2008: Doręczyciel – Janusz Lewicki, ojciec Zbyka
- 2009: Sprawiedliwi – mecenas Kaliski, właściciel kamienicy (odc. 1 i 2)
- 2009: Dom nad rozlewiskiem – leśniczy Tomasz Zawoja
- 2010: Majka – Notariusz Władysław
- 2010: Ojciec Mateusz – doktor Greń (odc. 31)
- 2010: Miłość nad rozlewiskiem – leśniczy Tomasz Zawoja
- 2011: Życie nad rozlewiskiem – leśniczy Tomasz Zawoja
- 2012: Na Wspólnej – Tadeusz, znajomy Marii Zięby ze szkoły
- 2012: Yuma – ojciec „Zygi”
- 2012: Bokser – doktor Bielamowicz
- 2012: Nad rozlewiskiem – leśniczy Tomasz Zawoja
- 2012: Hotel 52 – Marian Marczewski (odc. 76)
- 2013–2017: Przyjaciółki – Kazimierz, mąż matki Zuzy Markiewicz
- 2013: Podejrzani zakochani – Adam Faktorowicz
- 2013: Czas honoru – prezes Janisz
- 2013: To nie koniec świata – Witold Anuszkiewicz, ojciec Pawła
- 2013: Ranczo – Kowalski (odc. 90)
- 2014: Prawo Agaty – Tilkert, ojciec Renaty (odc. 78-80)
- 2015: Excentrycy, czyli po słonecznej stronie ulicy – doktor Cyryl Vogt
- 2015: Na dobre i na złe –profesor Janusz Radziszewski (odc. 594)
- 2016: Blondynka – biskup Jaskóła
- 2016: Ojciec Mateusz – Jeremi Rokitnowski (odc. 194)
- 2017: Pensjonat nad rozlewiskiem – leśniczy Tomasz Zawoja
- 2017: W rytmie serca – Bronisław Rudzki, emerytowany nauczyciel historii, przewodnik wycieczek po Muzeum Nadwiślańskim w Kazimierzu Dolnym (odc. 10)
- 2018: Kruk. Szepty słychać po zmroku – Zygmunt Morawski
- od 2018: Chyłka – Filip Obertał, ojciec Joanny i Magdy
- 2019: Czarny mercedes – doktor Červinka
- 2020: Ojciec Mateusz – aktor Ryszard Tokarski (odc. 296)
- 2020: Komisarz Alex – Czekalski senior (odc. 167)
- 2021: Bartkowiak – prezes Sanstalu

Utworzono na podstawie materiału źródłowego

## Odznaczenia
- 2002 – Złoty Krzyż Zasługi (2002, za zasługi w działalności na rzecz rozwoju kultury)[3]
- 2006 – Srebrny Medal „Zasłużony Kulturze Gloria Artis”[4]